# Titas Puronas
Titas Puronas (24 de marzo de 2002) es un deportista lituano que compite en pentatlón moderno.
Ganó una medalla de bronce en el Campeonato Mundial de Pentatlón Moderno de 2024 y una medalla de bronce en el Campeonato Europeo de Pentatlón Moderno de 2024, ambas en la prueba de relevo mixto.

## Medallero internacional
| Campeonato Mundial | Campeonato Mundial | Campeonato Mundial | Campeonato Mundial |
| Año                | Lugar              | Medalla            | Competición        |
| ------------------ | ------------------ | ------------------ | ------------------ |
| 2024               | Zhengzhou (China)  | Medalla de bronce  | Relevo mixto       |
| Campeonato Europeo |                    |                    |                    |
| Año                | Lugar              | Medalla            | Competición        |
| 2024               | Budapest (Hungría) | Medalla de bronce  | Relevo mixto       |